# 雷纳托·巴尔别里
雷纳托·巴尔别里（義大利語：Renato Barbieri，1903年1月15日—1980年11月11日），意大利男子赛艇运动员。他曾代表意大利参加1932年夏季奥林匹克运动会赛艇比赛，获得八人单桨有舵手银牌。